# Meroe
Meroe (en meroítico: Medewi o Bedewi; en griego antiguo: Μερόη) es una antigua ciudad en la orilla este del Nilo, a unos 6 km al noreste de la estación de Kabushiya, cerca de Shendi, Sudán, a unos 200 km al noreste de Jartum. Cerca del sitio hay un grupo de pueblos llamados Bagrawiyah. Esta ciudad fue la capital del Reino de Kush durante varios siglos.
La ciudad de Meroe está situada en el borde de Butana. Hay otras dos ciudades meroíticas en Butana: Musawwarat es-Sufra y Naqa. El primero de estos sitios recibió el nombre de Meroe por el rey persa, Cambises, en honor a su hermana a la que llamaban por ese nombre. La ciudad había llevado originalmente la antigua denominación "Saba", en honor al fundador original del país. El epónimo Saba, o Seba, lleva el nombre de uno de los hijos de Cus (véase Génesis 10:7). La presencia de numerosos sitios meroíticos dentro de la región occidental de Butana y en su frontera propiamente dicha es significativa para el asentamiento del núcleo de la región desarrollada. La orientación de estos asentamientos exhibe el ejercicio del poder estatal sobre la producción de subsistencia.
El reino de Kush que albergó la ciudad de Meroë representa uno de una serie de estados tempranos situados dentro del Nilo medio. Es uno de los estados más tempranos y más impresionantes encontrados al sur del Sahara. Mirando la especificidad de los primeros estados circundantes dentro del Nilo Medio, el entendimiento de Meroë en combinación con los desarrollos históricos de otros estados históricos puede ser mejorado viendo el desarrollo de características de relación de poder dentro de otros estados del Valle del Nilo. El sitio de la ciudad de Meroe está marcado por más de doscientas pirámides en tres grupos, de las cuales muchas están en ruinas. Tienen el tamaño y las proporciones distintivos de las pirámides nubias.

## Etimología
El nombre actual Meroe o Meroë deriva del idioma meroítico: Medewi o Bedewi, teniendo actualmente su forma en idioma árabe como مرواه /Meruwah. Tal nombre le fue dado a la capital del Reino de Kush. El Reino de Kush de Meroë dio su nombre a la isla de Meroë, que era la región moderna de Butana, una región limitada por el Nilo (del río Atbarah a Jartum), el Atbarah y el Nilo Azul. En las cercanías de las ruinas se encuentra el villorrio de Wagraviyah.

## Historia
Hacia 270 a. C., el rey Arakamani/Ergamenes destruyó Napata y se trasladó a Meroe, que pasó a ser la capital. Aparecen en estos años varios reyes rivales, probablemente gobernando en Napata: Ardyamani, Imen Barkal, Iriqe-Pidye-qo y Sabraqamani.
Queda el recuerdo entre los historiadores romanos de enfrentamientos y tratados entre Roma y Meroe. Hacia el año 25 a. C., el rey de Meroe, que ahora volvía a residir en Napata, intentó conquistar la Tebaida y ocupó Elefantina y Siena, pero fue rechazado por Publio Petronio, que entró en Napata unos meses después de conquistar Dakka y Primis.
Entonces, la reina Candaces (Candacia, Kandako) o Amanirenas pidió un tratado de paz que le fue rechazado, y los romanos se llevaron miles de esclavos y botín. Finalmente la reina apeló por la paz a César Augusto, que se la concedió hacia el año 20 a. C., con lo que se estableció la frontera y el reino de Meroe (Nubia) quedó libre de tributo. Primis retornó a Meroe. Progresivamente, durante estos últimos siglos del milenio, el culto a Amani (Amón), el dios egipcio principal entre los nubios, fue substituido por el dios local Apedemak.

### Conflicto con Roma
La conquista por Roma del Egipto provocó escaramuzas fronterizas e incursiones de Meroe más allá de las fronteras romanas. En el 23 a. C., en respuesta a un ataque nubio al sur de Egipto, el gobernador romano de Egipto, Publio Petronio, invadió Nubia para acabar con las incursiones meroíticas. Saqueó el norte de Nubia y Napata (22 a. C.) antes de regresar a su país. En represalia, los nubios cruzaron la frontera inferior de Egipto y saquearon muchas estatuas de las ciudades egipcias cercanas a la primera catarata del Nilo, en Asuán. Las fuerzas romanas recuperaron más tarde muchas de las estatuas intactas, y otras fueron devueltas tras el tratado de paz firmado en el 22 a. C. entre Roma y Meroe bajo Augusto y Amanirenas, respectivamente. Aunque una cabeza saqueada, de una estatua del emperador Augusto, fue enterrada bajo las escaleras de un templo. En la actualidad se conserva en el Museo Británico.

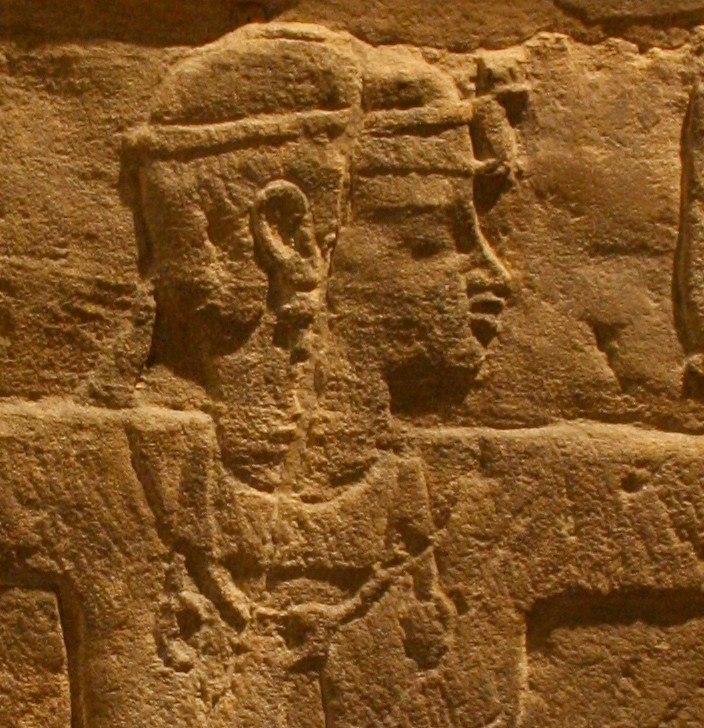
Relieve de Kandake Amanitore, circa 50 d. C.

El siguiente contacto registrado entre Roma y Meroe se produjo en el otoño del año 61 d. C.. El emperador Nerón envió a este país un grupo de soldados pretorianos al mando de un tribuno y dos centuriones, que llegaron a la ciudad de Meroe, donde se les dio escolta, y luego remontaron el Nilo Blanco hasta toparse con los pantanos del Sudd. Esto marcó el límite de la penetración romana en África.
El periodo posterior a la expedición punitiva de Petronio está marcado por abundantes hallazgos comerciales en yacimientos de Meroe. L. P. Kirwan proporciona una breve lista de hallazgos en yacimientos arqueológicos de ese país.: 18f  El reino de Meroe comenzó a desvanecerse como potencia hacia el siglo I o II d. C., minado por la guerra con el Egipto romano y el declive de sus industrias tradicionales.
Meroë se menciona brevemente en el Periplus del Mar Eritreo del siglo I d. C:

2. En la costa derecha, junto a Berenice, está el país de los bereberes. A lo largo de la costa están los Comedores de Peces, que viven en cuevas dispersas en los estrechos valles. Más hacia el interior están los bereberes, y más allá los comedores de carne salvaje y los comedores de terneros, cada tribu gobernada por su jefe; y detrás de ellos, más hacia el interior, en el país hacia el oeste, se encuentra una ciudad llamada Meroe.
Periplo del Mar Eritreo, Cap.2

Hacia el año 250 de nuestra era, la cultura hizo un cambio radical al entrar en el valle del Nilo pueblos de otros lugares identificados como grupo X. Se dejarán de erigir pirámides y surgirán los entierros en túmulos que se aprecian en el reino nubio de Ballana, donde los reyes están enterrados con sus servidores, caballos, camellos y burros. Parece que estos invasores podrían ser el origen de las tribus tobati que dominaron Nubia al comienzo de la era cristiana. Grupos nubios llamados blemios (predecesores de los actuales beja o begeyas), hicieron incursiones en territorio controlado por el imperio romano. Diocleciano los reconoció como federados (fœderatii) del Imperio. Sin embargo, ciudades como Prima, Foenicon, Ciris, Tafa y Talmis, al sur de Egipto, se rindieron a los atacantes. 
En 298, Roma evacuó la zona fronteriza con Meroe (es decir, con la parte norte de Nubia). El reino nubio atacó unos años después al reino de Axum (en la actual Etiopía) y en el contraataque Meroe fue ocupada y el reino se hundió hacia el año 350, fraccionándose en estados menores. Sin embargo, en el siglo V, la Tebaida estaba tan devastada que el emperador Marciano tuvo que firmar un desfavorable tratado de paz en 451 con un rey de Nubia, puede que con el del reino de Nobatia, principal reino sucesor de Meroe.

## Ordenamiento urbano

Meroe.

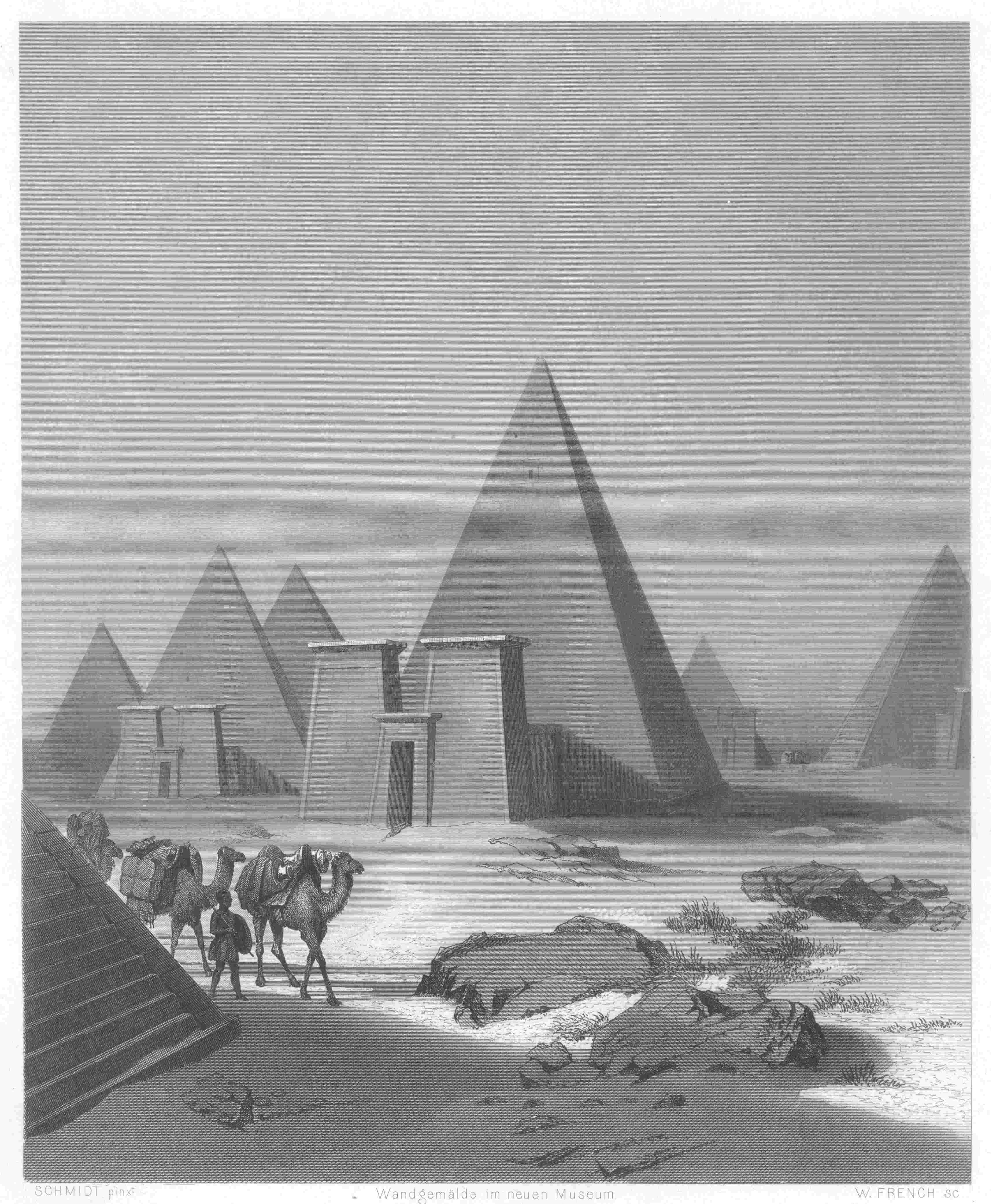
Representación de las pirámides de Meroe de 1850 a partir de los informes de la expedición de Lepsius.

La ciudad de Meroe existía desde, al menos, el año 750 a. C., y fue la capital secundaria del reino de Napata o Kush. Napata fue saqueada por Egipto en 590 a. C. y desde entonces la capital pasó a ser Meroe. Situada en la ribera de una amplia curva del Nilo, en Nubia, entre las montañas etíopes, fue destruida cerca del año 350 d. C.
La ciudad está compuesta de tres zonas:
1. La denominada ciudad real rodeada de un muro, donde se encuentran el palacio y los edificios de la corte.
2. El complejo de templos de Amani (Amón).
3. La ciudad, donde reside la población.

De la ciudad se conservan restos de muralla y de un posible palacio real, algunos templos pequeños, el gran templo de Amón y santuarios. Los templos están dedicados a dioses egipcios y nubios.
Una necrópolis cerca de la ciudad contiene unas mil tumbas, casi todas de túmulos. Una más lejana, en Begarawiya, tiene tumbas reales:
- La zona sur (más antigua) contiene hasta 204, entre ellas la pirámide de Arakakamani o Arkamani (Ergamenes) que corresponde al primer rey que se enterró en la ciudad hacia 260 a. C.
- La zona norte tiene 44 tumbas (37 de ellas de los reyes de Meroe entre 250 a. C. y 320 d. C.)
- El sector oeste con las tumbas de los altos dignatarios.

Las pirámides son pequeñas (la más grande no llega a los 20 m de base). Fueron excavadas de 1909 a 1914, de 1920 a 1923 y de 1974 a 1976.

## Civilización

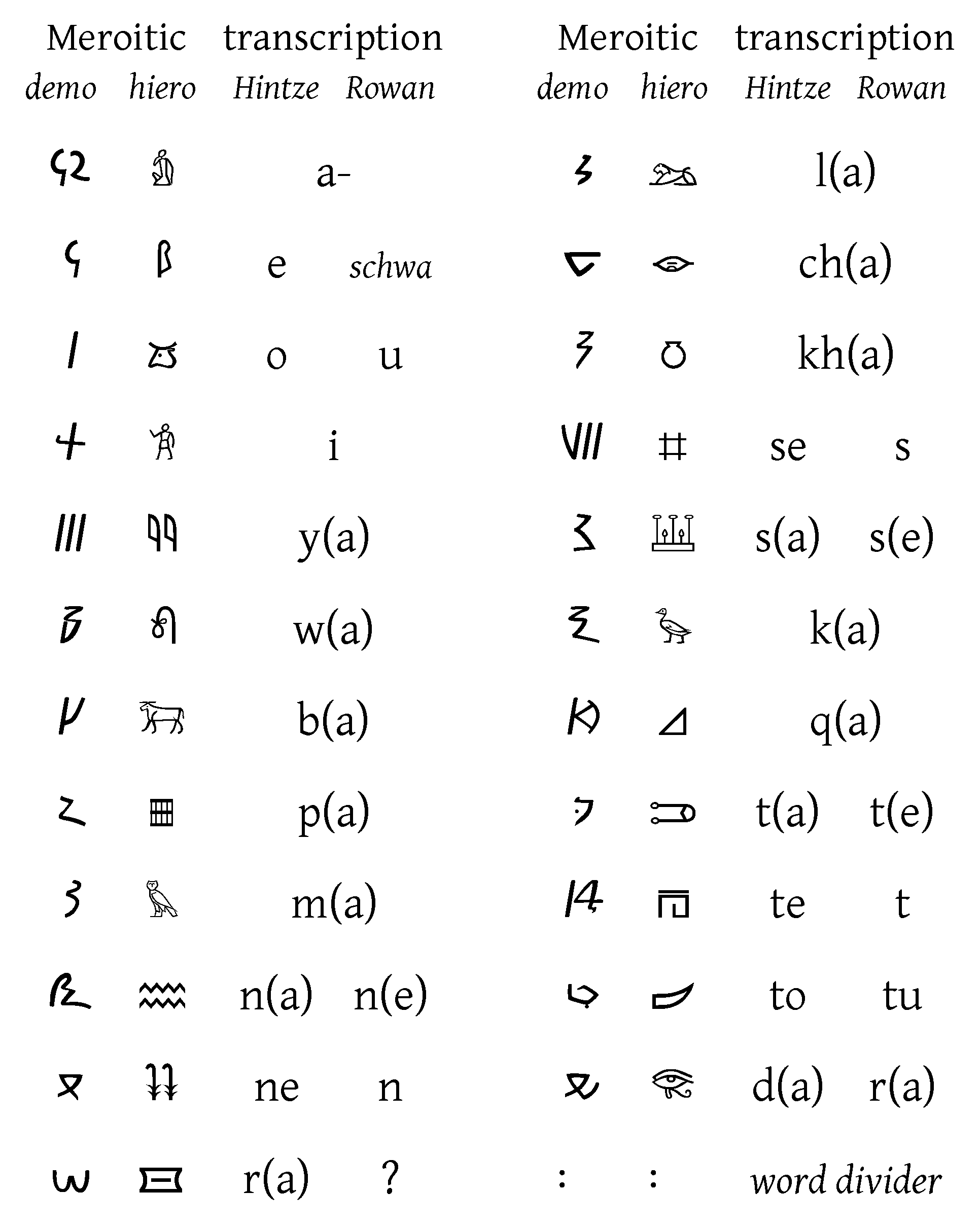
Escritura meroítica.

Meroë fue la base de un floreciente reino cuya riqueza se centró en torno a una fuerte industria del hierro, así como en el comercio internacional que involucraba a India y China. Se cree que en Meroë se trabajaba el metal, posiblemente a través de hornos bajos y blast furnaces. Archibald Sayce se refirió a ella como "la Birmingham de África", a causa de la supuesta gran producción y comercio de hierro (una afirmación que es debatido en el ámbito académico moderno)
El control centralizado de la producción dentro del imperio meroítico y la distribución de ciertas artesanías y manufacturas pueden haber sido políticamente importantes, con su industria del hierro y la artesanía de la cerámica ganando la atención más significativa. Los asentamientos meroíticos estaban orientados hacia la sabana, con la variación de asentamientos agrícolas permanentes y menos permanentes, lo que puede atribuirse a la explotación de las tierras lluviosas y a las formas de subsistencia orientadas hacia la sabana.
En aquella época, el hierro era uno de los metales más importantes a nivel mundial, y los metalúrgicos meroíticos se encontraban entre los mejores del mundo. Meroe también exportaba textiles y joyas. Sus textiles se basaban en el algodón y el trabajo en este producto alcanzó su mayor logro en Nubia alrededor del 400 a. C.. Además, Nubia era muy rica en oro. Es posible que la palabra egipcia para oro, nub, fuera el origen del nombre de Nubia. El comercio de animales "exóticos" procedentes del sur de África era otro rasgo de su economía. Aparte del comercio del hierro, la alfarería era una industria muy extendida y destacada en el reino de Meroe. La producción de objetos finos y elaboradamente decorados era una tradición muy arraigada en el Nilo Medio. Estas producciones tenían un considerable significado social y se cree que participaban en ritos mortuorios. La larga historia de los bienes importados al imperio meroítico y su posterior distribución permite comprender el funcionamiento social y político del estado meroítico. El principal factor determinante de la producción se atribuía a la disponibilidad de mano de obra, más que al poder político asociado a la tierra. El poder se asociaba al control de las personas más que al control del territorio.
La sakia, se utilizaba para mover el agua, junto con el riego, para aumentar la producción de cultivos. En su apogeo, los gobernantes de Meroe controlaban el valle del Nilo de norte a sur, en una distancia en línea recta de más de 1000 km (621,4 mi).
El rey de Meroë era un gobernante autocrático que sólo compartía su autoridad con la reina madre, o Candace. Sin embargo, el papel de la reina madre sigue siendo oscuro. La administración estaba formada por tesoreros, portadores de sellos, jefes de archivos y escribas principales, entre otros.
Aunque los habitantes de Meroe también tenían deidades meridionales como Apedemak, el león-hijo de Sekhmet (o Bast, según la región), también seguían adorando a antiguos dioses egipcios que habían traído consigo. Entre estas deidades se encontraban Amón, Tefnut, Horus, Isis, Thoth y Satis, aunque en menor medida.
El colapso de su comercio exterior con otros estados del valle del Nilo puede considerarse una de las causas principales del declive del poder real y la desintegración del estado meroítico en los siglos III y IV d. C..

## Meroe en la tradición judía
La tradición oral judía cuenta que Moisés, en su juventud, había dirigido una expedición militar egipcia en Sudán (Kush), hasta la ciudad de Meroe, que entonces se llamaba Saba. La ciudad, construida cerca de la confluencia de dos grandes ríos, estaba rodeada por una formidable muralla y gobernada por un rey renegado. Para garantizar la seguridad de sus hombres que atravesaban aquel país desértico, Moisés había inventado una estratagema según la cual el ejército egipcio llevaba consigo cestas de juncia, cada una de las cuales contenía un ibis, que sólo se soltaba cuando se acercaba al país enemigo. El propósito de las aves era matar a las serpientes mortales que yacían por todo aquel país. Tras sitiar con éxito la ciudad, ésta fue finalmente sometida por la traición de la hija del rey, que había accedido a entregar la ciudad a Moisés con la condición de que consumara un matrimonio con ella, bajo la solemne garantía de un juramento. 